# Championnat du monde féminin de curling 1979
Navigation
Édition suivante
Le Championnat du monde féminin de curling 1979 (nom officiel : Royal Bank of Scotland World Women's Curling Championship) est le 1er championnat du monde féminin de curling.

Il a été organisé sur le Perth Ice Rink à Perth du 17 au 23 mars 1979.
Le Canada et les États-Unis ont rejoint les 9 équipes des Championnats d'Europe de curling en 1978.

La compétition a été remportée par la Suisse qui a battu la Suède 13 à 5 en finale.

## Équipes
| Canada | Danemark | Angleterre | France |
| --- | --- | --- | --- |
| North Shore Winter Club, Vancouver Skip: Lindsay Sparkes Third: Dawn Knowles Second: Robin Wilson Lead: Lorraine Anne Bowles      | Hvidovre CC, Hvidovre Skip: Iben Larsen Third: Astrid Birnbaum Second: Marianne Jørgensen Lead: Helena Blach         | Glendale CC, Northumberland Skip: Janette Forrest Third: Enid Logan Second: Mary Aitchison Lead: Dorothy Shell | Megève CC, Megève Skip: Paulette Delachat* Fourth: Erna Gay Second: Suzanne Parodi Lead: Huguette Jullien *Throws third rocks |
| Allemagne | Italie | Norvège | Écosse |
| CC Schwenningen, Schwenningen Skip: Susi Kiesel Third: Gisela Lunz Second: Heidi Schapman Lead: Trudi Benzing                     | Cortina CC, Cortina d'Ampezzo Skip: Nella Alvera Third: Paola Zardini Second: Lidia Cavallini Lead: Loredana Da Giau | Asker CC, Oslo Skip: Ellen Githmark Third: Eli Kolstad Second: Kirsten Vaule Lead: Ingvill Githmark            | Ayr CC, Ayr Skip: Beth Lindsay Third: Ann McKellar Second: Jeanette Johnston Lead: May Taylor                                 |
| Suède | Suisse | États-Unis | |
| Amatörföreningens CK, Stockholm Skip: Birgitta Törn Third: Katarina Hultling Second: Susanne Gynning-Ödling Lead: Gunilla Bergman | Basel-Albeina CC, Bâle Skip: Gaby Casanova Third: Betty Bourquin Second: Linda Thommen Lead: Rosi Manger             | Granidears CC, Seattle Skip: Nancy Langley Third: Dolores Wallace Second: Leslie Frosch Lead: Nancy Pearson    | |

## Résultat finalround robin
| Pays       | Skip              | V | D  |
| ---------- | ----------------- | - | -- |
| Suède      | Birgitta Törn     | 8 | 2  |
| Canada     | Lindsay Sparkes   | 7 | 3  |
| Suisse     | Gaby Casanova     | 7 | 3  |
| Écosse     | Beth Lindsay      | 7 | 3  |
| France     | Paulette Delachat | 7 | 3  |
| États-Unis | Nancy Langley     | 7 | 3  |
| Danemark   | Iben Larsen       | 4 | 6  |
| Allemagne  | Susi Kiesel       | 4 | 6  |
| Norvège    | Ellen Githmark    | 3 | 7  |
| Italie     | Nella Alvera      | 1 | 9  |
| Angleterre | Janette Forrest   | 0 | 10 |

*Légende: V = Victoire - D = Défaite

## Résultats

### Match 1
| Équipes            | 1 | 2 | 3 | 4 | 5 | 6 | 7 | 8 | 9 | 10 | Total |
| ------------------ | - | - | - | - | - | - | - | - | - | -- | ----- |
| Norvège (Githmark) | – | – | – | – | – | – | – | – | – | –  | 5     |
| Allemagne (Kiesel) | – | – | – | – | – | – | – | – | – | –  | 17    |

| Équipes              | 1 | 2 | 3 | 4 | 5 | 6 | 7 | 8 | 9 | 10 | Total |
| -------------------- | - | - | - | - | - | - | - | - | - | -- | ----- |
| Angleterre (Forrest) | – | – | – | – | – | – | – | – | – | –  | 3     |
| Écosse (Lindsay)     | – | – | – | – | – | – | – | – | – | –  | 16    |

| Équipes           | 1 | 2 | 3 | 4 | 5 | 6 | 7 | 8 | 9 | 10 | Total |
| ----------------- | - | - | - | - | - | - | - | - | - | -- | ----- |
| France (Delachat) | – | – | – | – | – | – | – | – | – | –  | 3     |
| Canada (Sparks)   | – | – | – | – | – | – | – | – | – | –  | 11    |

| Équipes              | 1 | 2 | 3 | 4 | 5 | 6 | 7 | 8 | 9 | 10 | Total |
| -------------------- | - | - | - | - | - | - | - | - | - | -- | ----- |
| États-Unis (Langley) | – | – | – | – | – | – | – | – | – | –  | 6     |
| Danemark (Larsen)    | – | – | – | – | – | – | – | – | – | –  | 5     |

| Équipes           | 1 | 2 | 3 | 4 | 5 | 6 | 7 | 8 | 9 | 10 | Total |
| ----------------- | - | - | - | - | - | - | - | - | - | -- | ----- |
| Suisse (Casanova) | – | – | – | – | – | – | – | – | – | –  | 18    |
| Italie (Alvera)   | – | – | – | – | – | – | – | – | – | –  | 1     |

### Match 2
| Équipes              | 1 | 2 | 3 | 4 | 5 | 6 | 7 | 8 | 9 | 10 | Total |
| -------------------- | - | - | - | - | - | - | - | - | - | -- | ----- |
| États-Unis (Langley) | – | – | – | – | – | – | – | – | – | –  | 10    |
| Italie (Alvera)      | – | – | – | – | – | – | – | – | – | –  | 9     |

| Équipes           | 1 | 2 | 3 | 4 | 5 | 6 | 7 | 8 | 9 | 10 | Total |
| ----------------- | - | - | - | - | - | - | - | - | - | -- | ----- |
| France (Delachat) | – | – | – | – | – | – | – | – | – | –  | 8     |
| Suède (Törn)      | – | – | – | – | – | – | – | – | – | –  | 10    |

| Équipes              | 1 | 2 | 3 | 4 | 5 | 6 | 7 | 8 | 9 | 10 | Total |
| -------------------- | - | - | - | - | - | - | - | - | - | -- | ----- |
| Angleterre (Forrest) | – | – | – | – | – | – | – | – | – | –  | 7     |
| Danemark (Larsen)    | – | – | – | – | – | – | – | – | – | –  | 8     |

| Équipes            | 1 | 2 | 3 | 4 | 5 | 6 | 7 | 8 | 9 | 10 | Total |
| ------------------ | - | - | - | - | - | - | - | - | - | -- | ----- |
| Suisse (Casanova)  | – | – | – | – | – | – | – | – | – | –  | 9     |
| Allemagne (Kiesel) | – | – | – | – | – | – | – | – | – | –  | 6     |

| Équipes            | 1 | 2 | 3 | 4 | 5 | 6 | 7 | 8 | 9 | 10 | Total |
| ------------------ | - | - | - | - | - | - | - | - | - | -- | ----- |
| Écosse (Lindsay)   | – | – | – | – | – | – | – | – | – | –  | 13    |
| Norvège (Githmark) | – | – | – | – | – | – | – | – | – | –  | 8     |

### Match 3
| Équipes           | 1 | 2 | 3 | 4 | 5 | 6 | 7 | 8 | 9 | 10 | Total |
| ----------------- | - | - | - | - | - | - | - | - | - | -- | ----- |
| France (Delachat) | – | – | – | – | – | – | – | – | – | –  | 10    |
| Suisse (Casanova) | – | – | – | – | – | – | – | – | – | –  | 5     |

| Équipes              | 1 | 2 | 3 | 4 | 5 | 6 | 7 | 8 | 9 | 10 | Total |
| -------------------- | - | - | - | - | - | - | - | - | - | -- | ----- |
| États-Unis (Langley) | – | – | – | – | – | – | – | – | – | –  | 8     |
| Angleterre (Forrest) | – | – | – | – | – | – | – | – | – | –  | 6     |

| Équipes          | 1 | 2 | 3 | 4 | 5 | 6 | 7 | 8 | 9 | 10 | Total |
| ---------------- | - | - | - | - | - | - | - | - | - | -- | ----- |
| Suède (Törn)     | – | – | – | – | – | – | – | – | – | –  | 8     |
| Écosse (Lindsay) | – | – | – | – | – | – | – | – | – | –  | 5     |

| Équipes            | 1 | 2 | 3 | 4 | 5 | 6 | 7 | 8 | 9 | 10 | Total |
| ------------------ | - | - | - | - | - | - | - | - | - | -- | ----- |
| Danemark (Larsen)  | – | – | – | – | – | – | – | – | – | –  | 9     |
| Norvège (Githmark) | – | – | – | – | – | – | – | – | – | –  | 5     |

| Équipes            | 1 | 2 | 3 | 4 | 5 | 6 | 7 | 8 | 9 | 10 | Total |
| ------------------ | - | - | - | - | - | - | - | - | - | -- | ----- |
| Canada (Sparks)    | – | – | – | – | – | – | – | – | – | –  | 12    |
| Allemagne (Kiesel) | – | – | – | – | – | – | – | – | – | –  | 2     |

### Match 4
| Équipes         | 1 | 2 | 3 | 4 | 5 | 6 | 7 | 8 | 9 | 10 | Total |
| --------------- | - | - | - | - | - | - | - | - | - | -- | ----- |
| Suède (Törn)    | – | – | – | – | – | – | – | – | – | –  | 9     |
| Canada (Sparks) | – | – | – | – | – | – | – | – | – | –  | 3     |

| Équipes           | 1 | 2 | 3 | 4 | 5 | 6 | 7 | 8 | 9 | 10 | Total |
| ----------------- | - | - | - | - | - | - | - | - | - | -- | ----- |
| Écosse (Lindsay)  | – | – | – | – | – | – | – | – | – | –  | 11    |
| Danemark (Larsen) | – | – | – | – | – | – | – | – | – | –  | 2     |

| Équipes              | 1 | 2 | 3 | 4 | 5 | 6 | 7 | 8 | 9 | 10 | Total |
| -------------------- | - | - | - | - | - | - | - | - | - | -- | ----- |
| Angleterre (Forrest) | – | – | – | – | – | – | – | – | – | –  | 2     |
| Italie (Alvera)      | – | – | – | – | – | – | – | – | – | –  | 11    |

| Équipes              | 1 | 2 | 3 | 4 | 5 | 6 | 7 | 8 | 9 | 10 | Total |
| -------------------- | - | - | - | - | - | - | - | - | - | -- | ----- |
| États-Unis (Langley) | – | – | – | – | – | – | – | – | – | –  | 9     |
| Allemagne (Kiesel)   | – | – | – | – | – | – | – | – | – | –  | 8     |

| Équipes            | 1 | 2 | 3 | 4 | 5 | 6 | 7 | 8 | 9 | 10 | Total |
| ------------------ | - | - | - | - | - | - | - | - | - | -- | ----- |
| France (Delachat)  | – | – | – | – | – | – | – | – | – | –  | 9     |
| Norvège (Githmark) | – | – | – | – | – | – | – | – | – | –  | 4     |

### Match 5
| Équipes              | 1 | 2 | 3 | 4 | 5 | 6 | 7 | 8 | 9 | 10 | Total |
| -------------------- | - | - | - | - | - | - | - | - | - | -- | ----- |
| Angleterre (Forrest) | – | – | – | – | – | – | – | – | – | –  | 6     |
| Allemagne (Kiesel)   | – | – | – | – | – | – | – | – | – | –  | 14    |

| Équipes           | 1 | 2 | 3 | 4 | 5 | 6 | 7 | 8 | 9 | 10 | Total |
| ----------------- | - | - | - | - | - | - | - | - | - | -- | ----- |
| Canada (Sparks)   | – | – | – | – | – | – | – | – | – | –  | 12    |
| Suisse (Casanova) | – | – | – | – | – | – | – | – | – | –  | 5     |

| Équipes            | 1 | 2 | 3 | 4 | 5 | 6 | 7 | 8 | 9 | 10 | Total |
| ------------------ | - | - | - | - | - | - | - | - | - | -- | ----- |
| Suède (Törn)       | – | – | – | – | – | – | – | – | – | –  | 7     |
| Norvège (Githmark) | – | – | – | – | – | – | – | – | – | –  | 3     |

| Équipes           | 1 | 2 | 3 | 4 | 5 | 6 | 7 | 8 | 9 | 10 | Total |
| ----------------- | - | - | - | - | - | - | - | - | - | -- | ----- |
| France (Delachat) | – | – | – | – | – | – | – | – | – | –  | 7     |
| Danemark (Larsen) | – | – | – | – | – | – | – | – | – | –  | 5     |

| Équipes          | 1 | 2 | 3 | 4 | 5 | 6 | 7 | 8 | 9 | 10 | Total |
| ---------------- | - | - | - | - | - | - | - | - | - | -- | ----- |
| Écosse (Lindsay) | – | – | – | – | – | – | – | – | – | –  | 13    |
| Italie (Alvera)  | – | – | – | – | – | – | – | – | – | –  | 2     |

### Match 6
| Équipes            | 1 | 2 | 3 | 4 | 5 | 6 | 7 | 8 | 9 | 10 | Total |
| ------------------ | - | - | - | - | - | - | - | - | - | -- | ----- |
| Canada (Sparks)    | – | – | – | – | – | – | – | – | – | –  | 5     |
| Norvège (Githmark) | – | – | – | – | – | – | – | – | – | –  | 7     |

| Équipes              | 1 | 2 | 3 | 4 | 5 | 6 | 7 | 8 | 9 | 10 | Total |
| -------------------- | - | - | - | - | - | - | - | - | - | -- | ----- |
| États-Unis (Langley) | – | – | – | – | – | – | – | – | – | –  | 9     |
| France (Delachat)    | – | – | – | – | – | – | – | – | – | –  | 8     |

| Équipes           | 1 | 2 | 3 | 4 | 5 | 6 | 7 | 8 | 9 | 10 | Total |
| ----------------- | - | - | - | - | - | - | - | - | - | -- | ----- |
| Danemark (Larsen) | – | – | – | – | – | – | – | – | – | –  | 7     |
| Italie (Alvera)   | – | – | – | – | – | – | – | – | – | –  | 6     |

| Équipes            | 1 | 2 | 3 | 4 | 5 | 6 | 7 | 8 | 9 | 10 | Total |
| ------------------ | - | - | - | - | - | - | - | - | - | -- | ----- |
| Écosse (Lindsay)   | – | – | – | – | – | – | – | – | – | –  | 15    |
| Allemagne (Kiesel) | – | – | – | – | – | – | – | – | – | –  | 6     |

| Équipes           | 1 | 2 | 3 | 4 | 5 | 6 | 7 | 8 | 9 | 10 | Total |
| ----------------- | - | - | - | - | - | - | - | - | - | -- | ----- |
| Suède (Törn)      | – | – | – | – | – | – | – | – | – | –  | 10    |
| Suisse (Casanova) | – | – | – | – | – | – | – | – | – | –  | 6     |

### Match 7
| Équipes              | 1 | 2 | 3 | 4 | 5 | 6 | 7 | 8 | 9 | 10 | Total |
| -------------------- | - | - | - | - | - | - | - | - | - | -- | ----- |
| États-Unis (Langley) | – | – | – | – | – | – | – | – | – | –  | 9     |
| Suède (Törn)         | – | – | – | – | – | – | – | – | – | –  | 6     |

| Équipes            | 1 | 2 | 3 | 4 | 5 | 6 | 7 | 8 | 9 | 10 | Total |
| ------------------ | - | - | - | - | - | - | - | - | - | -- | ----- |
| Danemark (Larsen)  | – | – | – | – | – | – | – | – | – | –  | 9     |
| Allemagne (Kiesel) | – | – | – | – | – | – | – | – | – | –  | 7     |

| Équipes           | 1 | 2 | 3 | 4 | 5 | 6 | 7 | 8 | 9 | 10 | Total |
| ----------------- | - | - | - | - | - | - | - | - | - | -- | ----- |
| Écosse (Lindsay)  | – | – | – | – | – | – | – | – | – | –  | 4     |
| Suisse (Casanova) | – | – | – | – | – | – | – | – | – | –  | 7     |

| Équipes         | 1 | 2 | 3 | 4 | 5 | 6 | 7 | 8 | 9 | 10 | Total |
| --------------- | - | - | - | - | - | - | - | - | - | -- | ----- |
| Canada (Sparks) | – | – | – | – | – | – | – | – | – | –  | 10    |
| Italie (Alvera) | – | – | – | – | – | – | – | – | – | –  | 6     |

| Équipes              | 1 | 2 | 3 | 4 | 5 | 6 | 7 | 8 | 9 | 10 | Total |
| -------------------- | - | - | - | - | - | - | - | - | - | -- | ----- |
| France (Delachat)    | – | – | – | – | – | – | – | – | – | –  | 13    |
| Angleterre (Forrest) | – | – | – | – | – | – | – | – | – | –  | 11    |

### Match 8
| Équipes            | 1 | 2 | 3 | 4 | 5 | 6 | 7 | 8 | 9 | 10 | Total |
| ------------------ | - | - | - | - | - | - | - | - | - | -- | ----- |
| Italie (Alvera)    | – | – | – | – | – | – | – | – | – | –  | 2     |
| Allemagne (Kiesel) | – | – | – | – | – | – | – | – | – | –  | 10    |

| Équipes              | 1 | 2 | 3 | 4 | 5 | 6 | 7 | 8 | 9 | 10 | Total |
| -------------------- | - | - | - | - | - | - | - | - | - | -- | ----- |
| Angleterre (Forrest) | – | – | – | – | – | – | – | – | – | –  | 3     |
| Suède (Törn)         | – | – | – | – | – | – | – | – | – | –  | 10    |

| Équipes              | 1 | 2 | 3 | 4 | 5 | 6 | 7 | 8 | 9 | 10 | Total |
| -------------------- | - | - | - | - | - | - | - | - | - | -- | ----- |
| États-Unis (Langley) | – | – | – | – | – | – | – | – | – | –  | 1     |
| Canada (Sparks)      | – | – | – | – | – | – | – | – | – | –  | 8     |

| Équipes            | 1 | 2 | 3 | 4 | 5 | 6 | 7 | 8 | 9 | 10 | Total |
| ------------------ | - | - | - | - | - | - | - | - | - | -- | ----- |
| Suisse (Casanova)  | – | – | – | – | – | – | – | – | – | –  | 9     |
| Norvège (Githmark) | – | – | – | – | – | – | – | – | – | –  | 7     |

| Équipes           | 1 | 2 | 3 | 4 | 5 | 6 | 7 | 8 | 9 | 10 | Total |
| ----------------- | - | - | - | - | - | - | - | - | - | -- | ----- |
| France (Delachat) | – | – | – | – | – | – | – | – | – | –  | 10    |
| Écosse (Lindsay)  | – | – | – | – | – | – | – | – | – | –  | 5     |

### Match 9
| Équipes           | 1 | 2 | 3 | 4 | 5 | 6 | 7 | 8 | 9 | 10 | Total |
| ----------------- | - | - | - | - | - | - | - | - | - | -- | ----- |
| Canada (Sparks)   | – | – | – | – | – | – | – | – | – | –  | 12    |
| Danemark (Larsen) | – | – | – | – | – | – | – | – | – | –  | 2     |

| Équipes              | 1 | 2 | 3 | 4 | 5 | 6 | 7 | 8 | 9 | 10 | Total |
| -------------------- | - | - | - | - | - | - | - | - | - | -- | ----- |
| États-Unis (Langley) | – | – | – | – | – | – | – | – | – | –  | 5     |
| Suisse (Casanova)    | – | – | – | – | – | – | – | – | – | –  | 11    |

| Équipes            | 1 | 2 | 3 | 4 | 5 | 6 | 7 | 8 | 9 | 10 | Total |
| ------------------ | - | - | - | - | - | - | - | - | - | -- | ----- |
| France (Delachat)  | – | – | – | – | – | – | – | – | – | –  | 14    |
| Allemagne (Kiesel) | – | – | – | – | – | – | – | – | – | –  | 3     |

| Équipes         | 1 | 2 | 3 | 4 | 5 | 6 | 7 | 8 | 9 | 10 | Total |
| --------------- | - | - | - | - | - | - | - | - | - | -- | ----- |
| Suède (Törn)    | – | – | – | – | – | – | – | – | – | –  | 11    |
| Italie (Alvera) | – | – | – | – | – | – | – | – | – | –  | 3     |

| Équipes              | 1 | 2 | 3 | 4 | 5 | 6 | 7 | 8 | 9 | 10 | Total |
| -------------------- | - | - | - | - | - | - | - | - | - | -- | ----- |
| Angleterre (Forrest) | – | – | – | – | – | – | – | – | – | –  | 6     |
| Norvège (Githmark))  | – | – | – | – | – | – | – | – | – | –  | 10    |

### Match 10
| Équipes              | 1 | 2 | 3 | 4 | 5 | 6 | 7 | 8 | 9 | 10 | Total |
| -------------------- | - | - | - | - | - | - | - | - | - | -- | ----- |
| États-Unis (Langley) | – | – | – | – | – | – | – | – | – | –  | 6     |
| Norvège (Githmark))  | – | – | – | – | – | – | – | – | – | –  | 2     |

| Équipes           | 1 | 2 | 3 | 4 | 5 | 6 | 7 | 8 | 9 | 10 | Total |
| ----------------- | - | - | - | - | - | - | - | - | - | -- | ----- |
| France (Delachat) | – | – | – | – | – | – | – | – | – | –  | 11    |
| Italie (Alvera)   | – | – | – | – | – | – | – | – | – | –  | 4     |

| Équipes              | 1 | 2 | 3 | 4 | 5 | 6 | 7 | 8 | 9 | 10 | Total |
| -------------------- | - | - | - | - | - | - | - | - | - | -- | ----- |
| Angleterre (Forrest) | – | – | – | – | – | – | – | – | – | –  | 2     |
| Suisse (Casanova)    | – | – | – | – | – | – | – | – | – | –  | 11    |

| Équipes          | 1 | 2 | 3 | 4 | 5 | 6 | 7 | 8 | 9 | 10 | Total |
| ---------------- | - | - | - | - | - | - | - | - | - | -- | ----- |
| Écosse (Lindsay) | – | – | – | – | – | – | – | – | – | –  | 7     |
| Canada (Sparks)  | – | – | – | – | – | – | – | – | – | –  | 6     |

| Équipes           | 1 | 2 | 3 | 4 | 5 | 6 | 7 | 8 | 9 | 10 | Total |
| ----------------- | - | - | - | - | - | - | - | - | - | -- | ----- |
| Suède (Törn)      | – | – | – | – | – | – | – | – | – | –  | 11    |
| Danemark (Larsen) | – | – | – | – | – | – | – | – | – | –  | 4     |

### Match 11
| Équipes            | 1 | 2 | 3 | 4 | 5 | 6 | 7 | 8 | 9 | 10 | Total |
| ------------------ | - | - | - | - | - | - | - | - | - | -- | ----- |
| Suède (Törn)       | – | – | – | – | – | – | – | – | – | –  | 9     |
| Allemagne (Kiesel) | – | – | – | – | – | – | – | – | – | –  | 11    |

| Équipes              | 1 | 2 | 3 | 4 | 5 | 6 | 7 | 8 | 9 | 10 | Total |
| -------------------- | - | - | - | - | - | - | - | - | - | -- | ----- |
| États-Unis (Langley) | – | – | – | – | – | – | – | – | – | –  | 4     |
| Écosse (Lindsay)     | – | – | – | – | – | – | – | – | – | –  | 6     |

| Équipes            | 1 | 2 | 3 | 4 | 5 | 6 | 7 | 8 | 9 | 10 | Total |
| ------------------ | - | - | - | - | - | - | - | - | - | -- | ----- |
| Italie (Alvera)    | – | – | – | – | – | – | – | – | – | –  | 3     |
| Norvège (Githmark) | – | – | – | – | – | – | – | – | – | –  | 11    |

| Équipes           | 1 | 2 | 3 | 4 | 5 | 6 | 7 | 8 | 9 | 10 | Total |
| ----------------- | - | - | - | - | - | - | - | - | - | -- | ----- |
| Danemark (Larsen) | – | – | – | – | – | – | – | – | – | –  | 5     |
| Suisse (Casanova) | – | – | – | – | – | – | – | – | – | –  | 10    |

| Équipes              | 1 | 2 | 3 | 4 | 5 | 6 | 7 | 8 | 9 | 10 | Total |
| -------------------- | - | - | - | - | - | - | - | - | - | -- | ----- |
| Angleterre (Forrest) | – | – | – | – | – | – | – | – | – | –  | 2     |
| Canada (Sparks)      | – | – | – | – | – | – | – | – | – | –  | 13    |

## Tie-break
| Équipes              | 1 | 2 | 3 | 4 | 5 | 6 | 7 | 8 | 9 | 10 | Total |
| -------------------- | - | - | - | - | - | - | - | - | - | -- | ----- |
| Écosse (Lindsay)     | – | – | – | – | – | – | – | – | – | –  | 6     |
| États-Unis (Langley) | – | – | – | – | – | – | – | – | – | –  | 4     |

| Équipes           | 1 | 2 | 3 | 4 | 5 | 6 | 7 | 8 | 9 | 10 | Total |
| ----------------- | - | - | - | - | - | - | - | - | - | -- | ----- |
| Suisse (Casanova) | – | – | – | – | – | – | – | – | – | –  | 8     |
| France (Delachat) | – | – | – | – | – | – | – | – | – | –  | 5     |

## Tableau final
|  | Demi-finales | Demi-finales |       |   | Finale | Finale |
|  | Demi-finales | Demi-finales |       |   | Finale | Finale |
|  |              |              |       |   |        |        |
|  |              |              |       |   |        |        |
|  |              |              |       |   |        |        |
|  | Suède        | 8            |       |   |        |        |
|  | Suède        | 8            |       |   |        |        |
|  | Écosse       | 5            |       |   |        |        |
|  | Écosse       | 5            | Suède | 5 |        |        |
|  |              |              | Suède | 5 |        |        |
|  |              | Suisse       | 13    |   |        |        |
|  | Suisse       | Suisse       | 13    | 7 |        |        |
|  | Suisse       |              |       | 7 |        |        |
|  | Canada       | 3            |       |   |        |        |
|  | Canada       | 3            |       |   |        |        |

| Championne du monde de curling 1979 |
| ----------------------------------- |
| Suisse 1er titre                    |